# 熱く冷たいアリバイ
『 熱く冷たいアリバイ』（あつくつめたいアリバイ、Blow Hot Blow Cold ）は、1964年に刊行されたエラリー・クイーンの推理小説。
クイーン名義だが、実際にはミステリ作家のフレッチャー・フローラが執筆した作品である。

## 主な登場人物
- ナンシー・パウエル - 本作の主人公で物語の多くは彼女視点で進む。土曜日は酒を飲みながら夫の帰りを待つ。ショートパンツ姿でおへそや太ももを露出させる格好が好き。好奇心の強いジントニック飲み。
- デイビッド・パウエル - ナンシーの夫で高校の国語（英語）教師。落ちこぼれに土曜特訓授業をしている。血の巡りが悪い馬鹿どもに手を焼く日曜ゴルファー。
- ジョン（ジャック）・リッチモンド　- 主人公夫妻の近所に住む医師。彼らより一回り上だが親しくしている。バーベキューに主人公たちを招待した。料理を焼くのを仕切り、他人には任せない。診療鞄に秘密がいっぱいのハンサム金持ち。
- ヴェラ・リッチモンド - ジョンの妻。美脚が自慢で、自分以外の同性のきれいな脚も好き。ナンシーの脚を褒める。心の広い聞き上手。
- ラリー・コナー - 同じく近所の住人で会計士。ライラの四人目の夫。寝取られ男。
- ライラ・コナー - ラリーの妻。体を小麦色に焼いた開放的な女性で、自宅の庭での日光浴が日課。悩殺の妖魔。
- スタンレイ・ウォルターズ - 同じく近所の住人で自営の小売店主。全米フランチャイズ靴販売チェーンの雇われ店長だったが解雇されてしまい、現在は自分で大衆靴の安売り店を開業している。不格好な道化。
- メイ・ウォルターズ - スタンレイの妻。夫が店を出すのに資金援助や金策で尽力した。がみがみ女房。
- ルース・ベントン - ラリーの会計事務所の秘書。上司に首ったけ。
- ベイヤー - 会計事務所のビル持ち主。
- アグネス・モロー - ジャックの病院の看護婦。倫理観の強いオールドミス。
- ジェイク・キンブル - 夜間警備員。足は悪いが観察眼の鋭い毒舌じいさん。
- ルイス・シェリル - ナイトクラブの経営者。女も顔負けのゴシップ好き。
- オーガスタ・マスターズ - 州警察の警部補。うだつの上がらない太っちょだがやり手の刑事。

## 内容
- エラリー・クイーンのペーパーバック描き下ろし[注 1]作品の一つ。著者のフレッチャー・フローラはミステリ作家として、日本でハードボイルド系のミステリ作品が翻訳されているほか、風俗小説やレズビアン小説でも知られているという[1]。
- 登場人物一覧の紹介が本家クイーンの『チャイナ橙の謎』に倣い、皮肉たっぷりの内容になっているTemplate:Efbn2。
- 原題の『Blow Hot Blow Cold』は「意見や感情をころころ変える」という元の意味[2]に加え「温めたり冷やしたり」の死亡時間トリックのダブル・ミーニング。

## 物語
近所4組の夫婦によるバーベキューパーティー。終了後、主人公の女性が隣家に様子を見に行くと、妻が殺され熱帯夜なのにエアコンが切ってあった。通報された警察が夫である会計士の行方を捜すと、夫が別の場所にある事務所で自殺していた。事件を担当する刑事は自殺偽装を疑い、バーベキュー主催者の医師を容疑者として追及するが、彼にはパーティー終了後に急患の呼び出しで病院で手術をしていた事が判明。鉄壁のアリバイは崩せるか。

## 提示される謎
- ホエン・ダニット（二つの事件はどちらが先に発生したか）